# Фермата 2016
През есента на 2016 г. стартира вторият сезон на „Фермата“. Водещи отново са Иван Христов и Андрей Арнаудов, а от този път и продуценти на формата. Втората ферма има и нови стопани. Бай Георги е сменен от семейството на Бети и Ники. Снимките на втория сезон се реализират край село Боснек, Пернишко. Сезонът преминава под мотото „Фермата: Земята дава сила“.
Участниците са 19. Наградата за победителя е 100 000 лева.
Епизодите се излъчват от понеделник до четвъртък от 21:00 до 22:30 часа, а всяка неделя има елиминационен дуел.

## Схема на сезона
| №  | Фермер на седмицата Имунитет | Ратаи             | Елиминационен дуел   | Победител | Отпаднал  | Други събития             |
| 1  | —                            | —                 | Михо с/у Стоян       | Стоян     | Михо      | —                         |
| 2  | Стоян                        | Николай и Ася     | Николай с/у Крум     | Николай   | Крум      | —                         |
| 3  | Dee                          | Тодор и Ева       | Ева с/у Елен         | Ева       | Елен      | —                         |
| 4  | Ася                          | Стоян и Юлиана    | Юлиана с/у Гери      | Юлиана    | Гери      | —                         |
| 5  | Стоян                        | Серафим и Надежда | Надежда с/у Мария    | Мария     | Надежда   | Втори шанс: Михо          |
| 6  | Серафим                      | Dee и Галина      | Галина с/у Ева       | Галина    | Ева       | —                         |
| 7  | Красимир                     | Тодор и Мария     | Тодор с/у Серафим    | Серафим   | Тодор     | —                         |
| 8  | Десислава                    | Николай и Силвия  | Силвия с/у Ася       | Силвия    | Ася       | Напуснал: Калин Терзийски |
| 9  | Мария                        | Dee и Галина      | Dee с/у Стоян        | Стоян     | Dee       | —                         |
| 10 | Юлиана                       | Михо и Десислава  | Михо с/у Красимир    | Красимир  | Михо      | —                         |
| 11 | Мария                        | Красимир и Юлиана | Юлиана с/у Десислава | Юлиана    | Десислава | —                         |
| 12 | Николай                      | Стоян и Галина    | Стоян с/у Красимир   | Стоян     | Красимир  | —                         |
| 13 | Серафим                      | Николай и Мария   | Мария с/у Юлиана     | Юлиана    | Мария     | —                         |

### Последна седмица
| Елиминационен дуел | Победител | Отпаднал |
| Силвия с/у Юлиана  | Силвия    | Юлиана   |
| Николай с/у Стоян  | Стоян     | Николай  |

Отпадналите и напусналия участник от „Фермата“ 2, избират чрез тайно гласуване първите двама, които отиват директно на финала – Галина Генова и Серафим Василев. Към тях се присъединяват Силвия Сергеева и Стоян Спасов като победители от елиминационните дуели.

### Финал
| Участник        | Фермерски Вот | Финални Битки | Финални Битки | Финални Битки | Вот на Стопани | Зрителски Вот | Общо Точки | Финал          |
| Стоян Спасов    | 6 т.          | 2             | 8             | 2             | 2 т.           | 51 %          | 71         | 🥇 Първо място |
| Серафим Василев | 5 т.          | 0             | 5             | 5             | 8 т.           | 31 %          | 54         | 🥈 Второ място |
| Силвия Сергеева | 4 т.          | 8             | 0             | 8             | 5 т.           | 10 %          | 35         | 🥉 Трето място |
| Галина Генова   | 0 т.          | 5             | 2             | 0             | 0 т.           | 8 %           | 15         | Четвърто място |

Четири компонента определят победителя във „Фермата: Земята дава сила“: Фермерски вот; Три финални битки; Вот на стопани; Зрителски вот.
Финалистът събрал най-много точки в края е победител във „Фермата“ 2.
- Фермерски вот: Гласуване на 15-те отпаднали участници от втори сезон на предаването. Разпределят се общо 15 точки, като 1 глас = 1 точка. – Стоян Спасов
- Финални битки: Всяка битка, първо място носи 8 точки, второ 5 точки, трето 2 точки и четвърто 0 точки.
- Битка №1: Цепене и мерене на дърва – Силвия Сергеева
- Битка №2: Брадви, ножове и стрели – Стоян Спасов
- Битка №3: Белене и рязане на картофи – Силвия Сергеева
- Вот на стопани: За 1 място – 8 т.; 2 място – 5 т.; 3 място – 2 т.; 4 място – 0 т. – Серафим Василев
- Зрителски вот: Разпределят се общо 100 точки между четиримата финалисти, като 1 % = 1 точка от зрителската подкрепа. – Стоян Спасов

Победителят от втори сезон е Стоян Спасов, който печели със 71 точки, втори е Серафим Василев с 54 т. следван от Силвия Сергеева с 35 т. и Галина Генова с 15 т.

### Участници
- Финално класиране:
- 1. Стоян Спасов (38) (победител)
- 2. Серафим Василев „Финци“ (41)
- 3. Силвия Сергеева (29)
- 4. Галина Генова (48)
- 5. Николай Давидов (32)
- 6. Юлиана Попдимитрова (25)
- 7. Мария Гечева (41)
- 8. Красимир Колев (26)
- 9. Десислава Тричкова (29)
- 10. Михо Футеков (24)
- 11. Радомир Юнаков „Dee“ (32, рап изпълнител)
- 12. Ася Капчикова (25, модел)
- 13. Калин Терзийски (46, писател)
- 14. Тодор Маринов (39)
- 15. Ева Димитрова (48)
- 16. Надежда Георгиева (27)
- 17. Гери Дончева (31, модел)
- 18. Елен Колева (32, актриса)
- 19. Крум Савов (56, спортен журналист)